# John Leyding
John Leyding (* 11. August 1909 in Hamburg; † 11. Mai 1998) war ein deutscher Politiker (SPD) und Mitglied der Hamburgischen Bürgerschaft.

## Leben und Politik
John Leyding war gelernter Friseur, arbeitete aber später als kaufmännischer Angestellter und Revisor bei einem Wirtschaftsprüfer. Er trat 1926 der Sozialdemokratischen Partei bei. Während der Zeit des Nationalsozialismus verlor er aus politischen Gründen seinen Arbeitsplatz.
Nach dem Zweiten Weltkrieg übernahm er von 1947 bis 1959 die Stelle des Hauptamtlichen SPD-Fraktionssekretärs. Danach war er als Geschäftsführer einer Wohnungsbaugesellschaft tätig.
Er war für seine Partei ab Oktober 1946 in der ersten frei gewählten Bürgerschaft. Er saß in der Hamburgischen Bürgerschaft durchgehend bis 1978. In der SPD-Oppositionszeit des Hamburg-Block Senates zwischen 1953 und 1957 leitete Leyding zusammen mit dem Fraktionsvorsitzenden Paul Nevermann so genannte Kontaktkonferenzen, die die Bevölkerung über die oppositionelle Arbeit unterrichten sollten.